# Siw Malmkvist
Siw Gunnel Margareta Malmkvist, detta Siwan (Landskrona, 31 dicembre 1936), è una cantante svedese.

## Biografia
Ha rappresentato la Svezia all'Eurovision Song Contest 1960 e la Germania all'Eurovision Song Contest 1969.
Vinse il Melodifestivalen del 1961 con la canzone April, april.